# شاپرک روح صورتی
شاپرک روح صورتی (نام علمی: Actias rhodopneuma) نام یک گونه از سرده شاپرک‌های ماه آسیایی-آمریکایی است.